# The End of America
The End of America: A Letter of Warning to a Young Patriot is een non-fictie boek uit 2007 van schrijfster Naomi Wolf.
In The End of America beschrijft Wolf hoe volgens haar gebeurtenissen uit de laatste zes jaar voor verschijning van het boek, parallel lopen met gebeurtenissen die plaatsvonden in de totstandbrenging van de ergste dictatoriale regimes van de vroege 20e eeuw. Ze wil Amerikanen aanzetten tot actie om hun grondrechtelijke waarden te herstellen, voordat hun land hetzelfde lot wacht.
Het boek beschrijft tien stappen die volgens Wolfs betoog gezien kunnen worden in de overgang van een democratische land naar een fascistisch land.

## De tien stappen
1. Roep iets uit tot een verschrikkelijke interne en externe vijand
2. Creëer geheime gevangenissen waar marteling plaatsvindt
3. Ontwikkel een kaste mensen of paramilitaire troepen die geen verantwoording hoeft af te leggen aan de burgers
4. Het opzetten van toezicht op de eigen bevolking
5. Intimideer burgergroeperingen
6. Ga over tot willekeurige arrestatie, detentie en vrijlating
7. Val belangrijke personen aan
8. Controleer de vrijheid van de pers
9. Behandel alle politieke dissidenten als verraders
10. Schort de werking van de rechtsstaat op